# Cuisine botswanaise
La cuisine botswanaise est unique mais elle partage certaines caractéristiques avec  d'autres cuisines d'Afrique australe. Quelques exemples d'aliments, chez les Tswanas :  le pap, le samp, le vetkoek et les vers mopane. Un autre aliment, unique au Botswana, est le seswaa, de la viande pillée et bouillie, fortement salée.

## Aliments

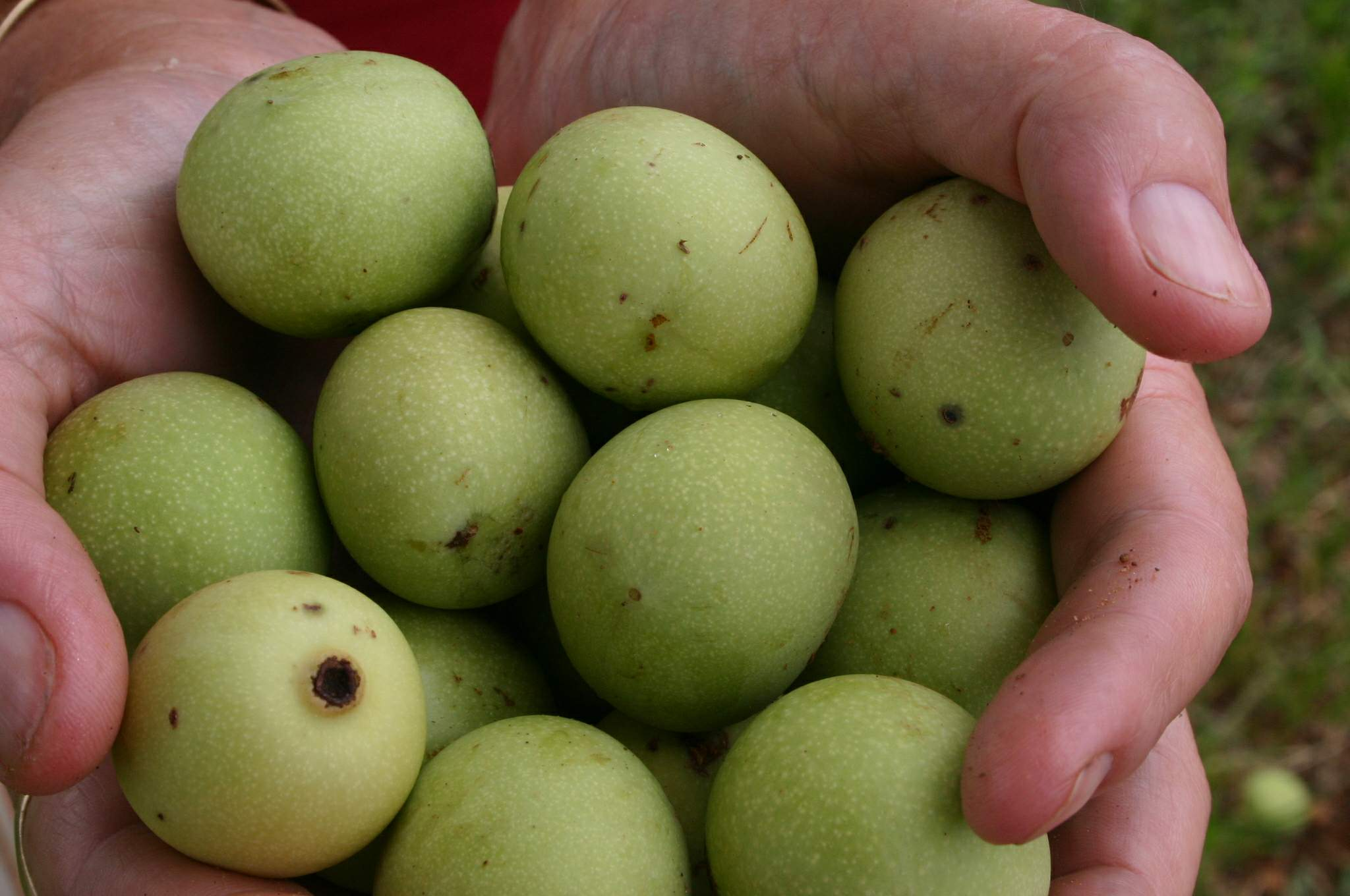
Fruits verts de marula

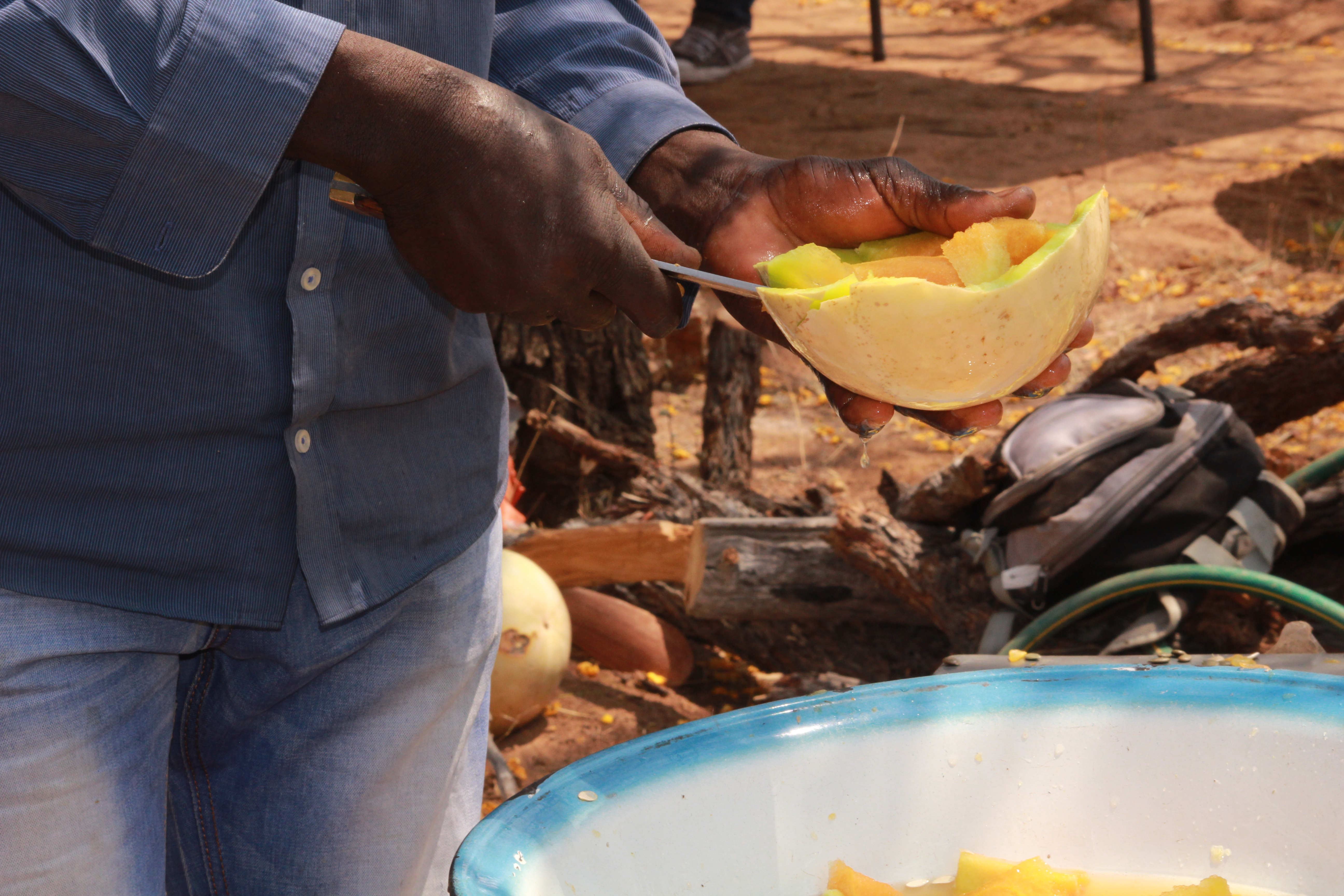
Préparation du lerotse

Les marchés du Botswana sont remplis d'une grande variété d'aliments. Certains sont cultivés localement en utilisant l'irrigation et d'autres sont importés des pays voisins. Une grande quantité des bœufs, de grande qualité, est élevée au Botswana. L'agneau, les moutons, le poulet et d'autres viandes sont également très abondants. Le bœuf est la viande la plus populaire, suivie par la viande de chèvre. Le poisson de rivière fait également partie de la cuisine Botswana.
Le sorgho et le maïs sont les principales cultures au Botswana. Le blé, le riz et d'autres céréales, non cultivés localement, sont importés. De nombreuses variétés de haricots sont cultivés, tels les pois à vache, le ditloo et letlhodi, ainsi que l'arachide et beaucoup de légumes comme les épinards , les carottes, le chou, les oignons, les pommes de terre, tomates, patates douces et la laitue. Quelques légumes  poussent à l'état sauvage et sont disponibles en saison. Les feuilles de haricot séchées sont un aliment populaire chez les Tswanas.

Beaucoup de fruits sont disponibles localement, tels le marula et la pastèque, qui pourraient être originaires du Botswana, sont abondants en saison. Un autre genre de melon, appelé lerotse ou lekatane, est également cultivé. Il existe certains types de melons sauvages, présents dans les zones de sable désertiques, qui sont une source de nourriture et d'eau importantes pour les gens qui vivent dans ces régions. Beaucoup de légumes sont saisonniers et sont souvent séchés ou salés pour être conservés. Il existe de nombreuses façons de cuisiner les légumes secs.

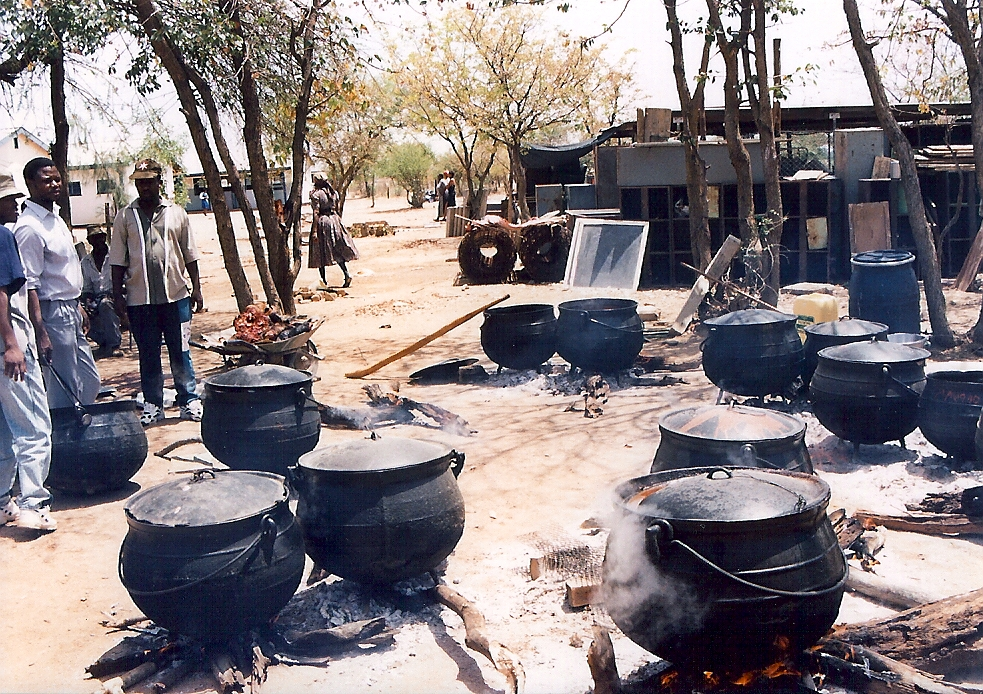
Marmites en fer

## Plats typiques
Le seswaa ou chotlho, est un plat de viande traditionnel très populaire fait pour des occasions spéciales. Habituellement préparé par les hommes, il est cuit dans un pot de fer à trois pattes, mijoté avec du sel et de l'eau, jusqu'à ce que la viande soit tendre. 
Hormis cela, il y a aussi le delele ou derere qui est un plat aux gombos et souvent accompagné de sadza ou de nshima
Un autre plat populaire est le serobe, dans lequel les intestins et certaines parties internes de chèvre, brebis ou de vache sont cuits. Pour les brebis et les chèvres, les pattes sont ajoutées.
L'autre type de viande est le poulet. Le poulet élevé traditionnellement (en plein air) est considéré comme plus savoureux que le poulet élevé commercialement. En cuisinant un poulet élevé traditionnellement pour un invité, un hôte fait preuve d'une hospitalité particulière. Cuire le poulet dans une marmite en fer à trois pieds sur un feu ouvert lui confère une saveur optimale. La viande de poulet est généralement consommée avec des raviolis ou du pap.
Le bogobe est préparé en mélangeant de la farine de sorgho, de maïs ou de millet avec de l'eau bouillante, en remuant jusqu'à obtenir une pâte molle, puis en la faisant cuire lentement. Parfois, le sorgho ou le maïs est fermenté pendant quelques jours avant la cuisson pour le rendre acide. Ce plat est appelé ting. Cette bouillie aigre peut être cuisinée et consommée avec de la viande ou du lait et du sucre. Sans lait ni sucre, ting. Une autre façon de préparer le bogobe consiste à ajouter du lait aigre et du melon à cuire (lerotse). Ce plat est appelé tophi par la tribu Kalanga.
La farine à pain ne fait pas partie de l'alimentation de base, mais elle est importée depuis quelques années; diverses recettes de pain sont donc devenues partie intégrante de la cuisine nationale. Les plus courants sont les raviolis (matlebelekwane ou madombi), les galettes (diphaphatha) et les galettes grasses (magwinya). Pour ces préparations, la farine est transformée en pâte, cuite de différentes manières: bouillie avec de la viande, dans l'huile chaude ou sur des charbons ardents, en plaçant une marmite sur le dessus.

Dans les régions reculées, on trouve des aliments populaires comme le haricot morama, un énorme tubercule souterrain, et un champignon comestible. Le ver mopane, chenille du papillon Gonimbrasia belina, est cuit dans des cendres chaudes, bouilli ou séché et frit.

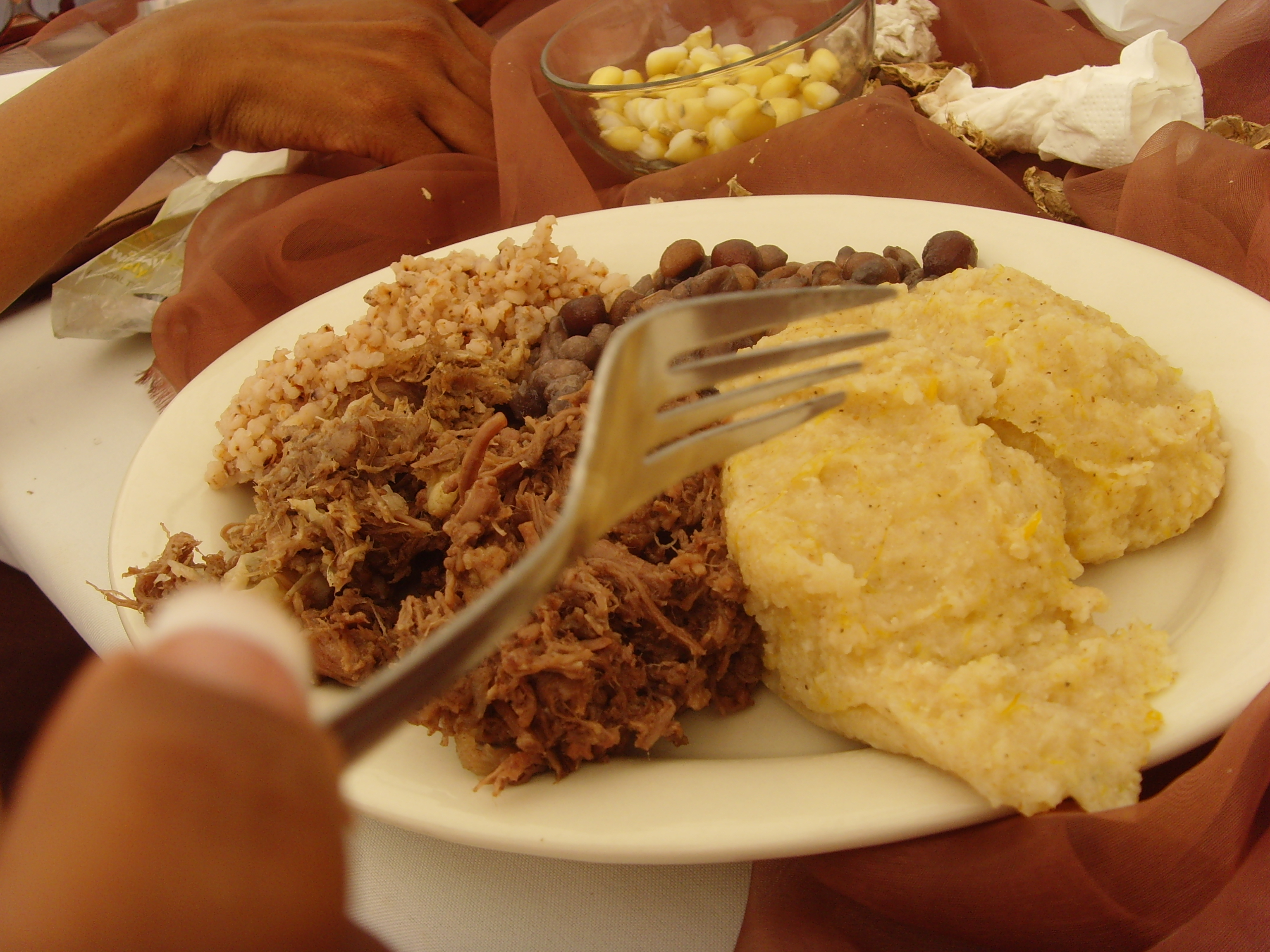
Seswaa.
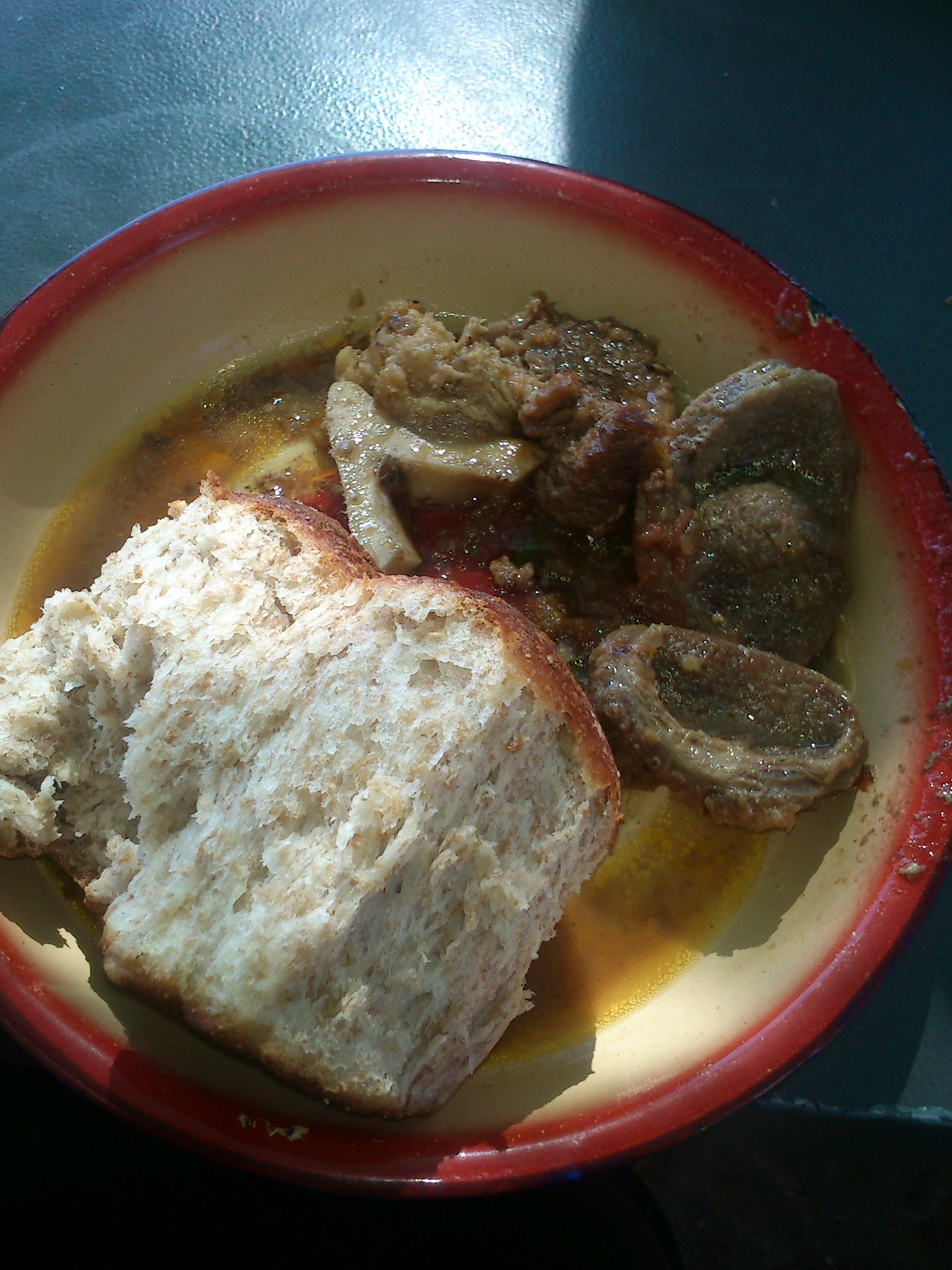
Mapakiwa le nama.
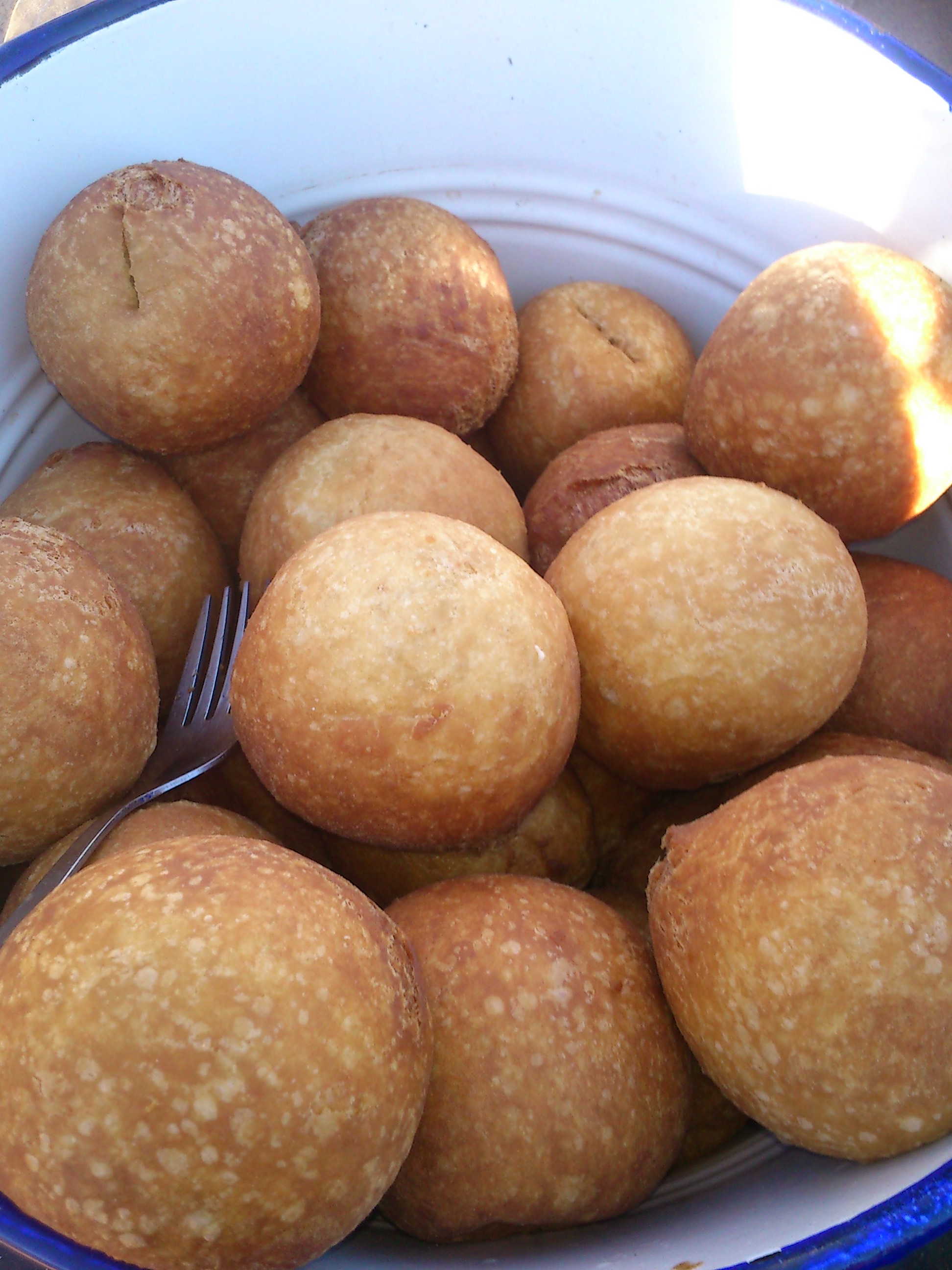
Magwinya.
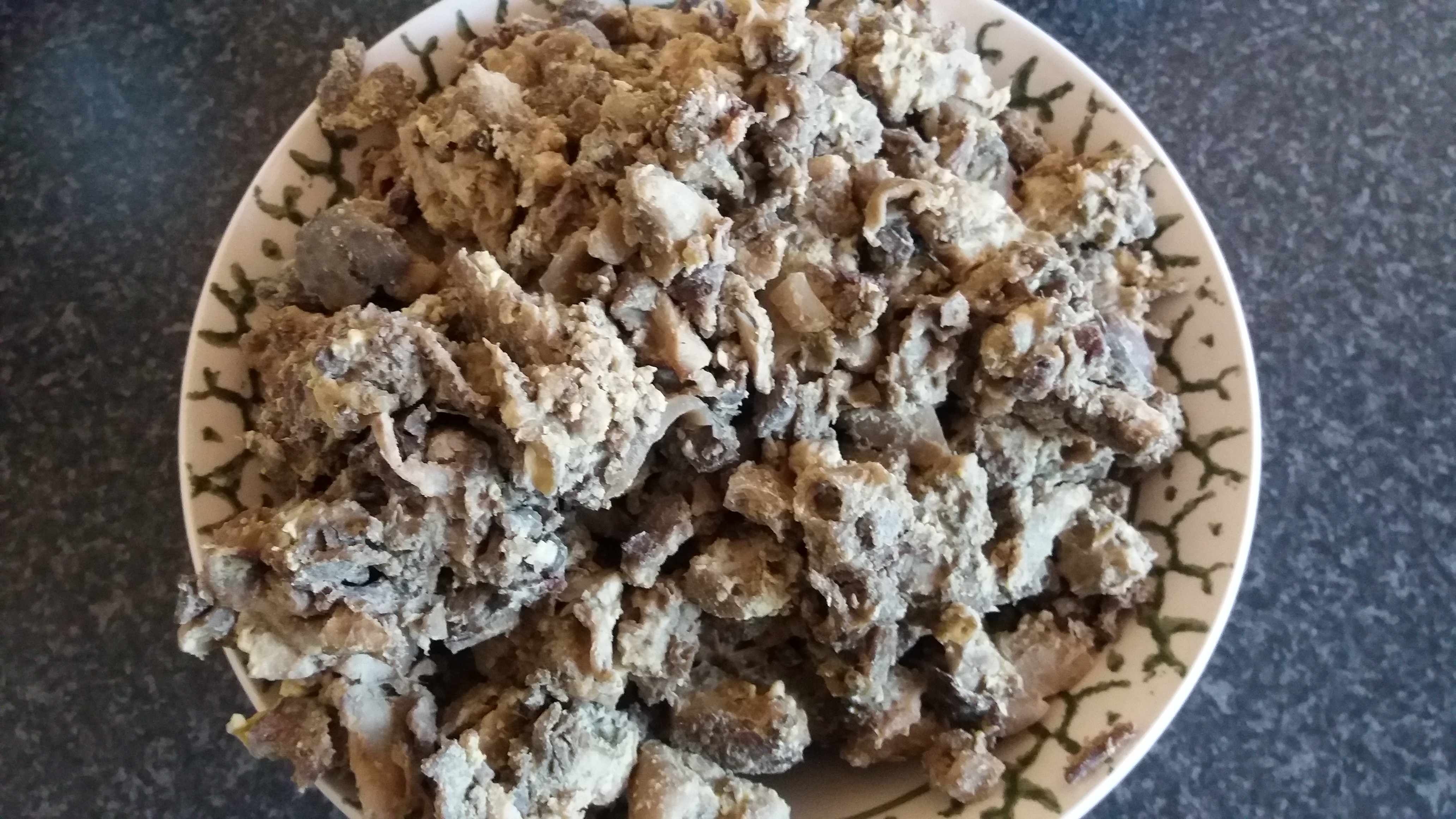
Serobe.

## Boissons
De nombreuses boissons gazeuses et alcoolisées sont produites dans des usines au Botswana, notamment Fanta et Coca-Cola. Les marques locales sont les bières Castle et Lion. Le lait est fermenté pour produire du madila (lait caillé), consommé nature ou ajouté au porridge. La bière de gingembre est une boisson maison sans alcool très appréciée. Elle est servie lors d'occasions spéciales comme les mariages et les fêtes. Elle est préparée en faisant bouillir de la poudre de gingembre dans de l'eau, en y ajoutant du sucre, de l'acide tartrique et de la crème de tartre, puis en la laissant refroidir et fermenter pendant une journée.

Il existe plusieurs boissons alcoolisées traditionnelles. La Bojalwa ja Setswana (la bière du Botswana) est brassée à partir de graines de sorgho fermentées. D'autres tribus, comme les Bakalanga, utilisent le lebelebele (mil). La Chibuku, une bière produite et conditionnée commercialement, brassée à partir de maïs ou de sorgho, est une boisson très appréciée, notamment dans les villages, les villes et certains quartiers. Le chibuku est également brassé dans d'autres pays voisins comme le Malawi, l'Afrique du Sud (Umqombothi), la Zambie et le Zimbabwe. Le khadi, préparé à partir de divers ingrédients, dont les baies sauvages sont les plus saines, est également une boisson alcoolisée largement consommée, notamment par les populations à faibles revenus. Il existe d'autres boissons comme les menthes appelées kgomodimetsing et longman. Ces feuilles sont généralement mélangées au thé pour un goût agréablement parfumé.

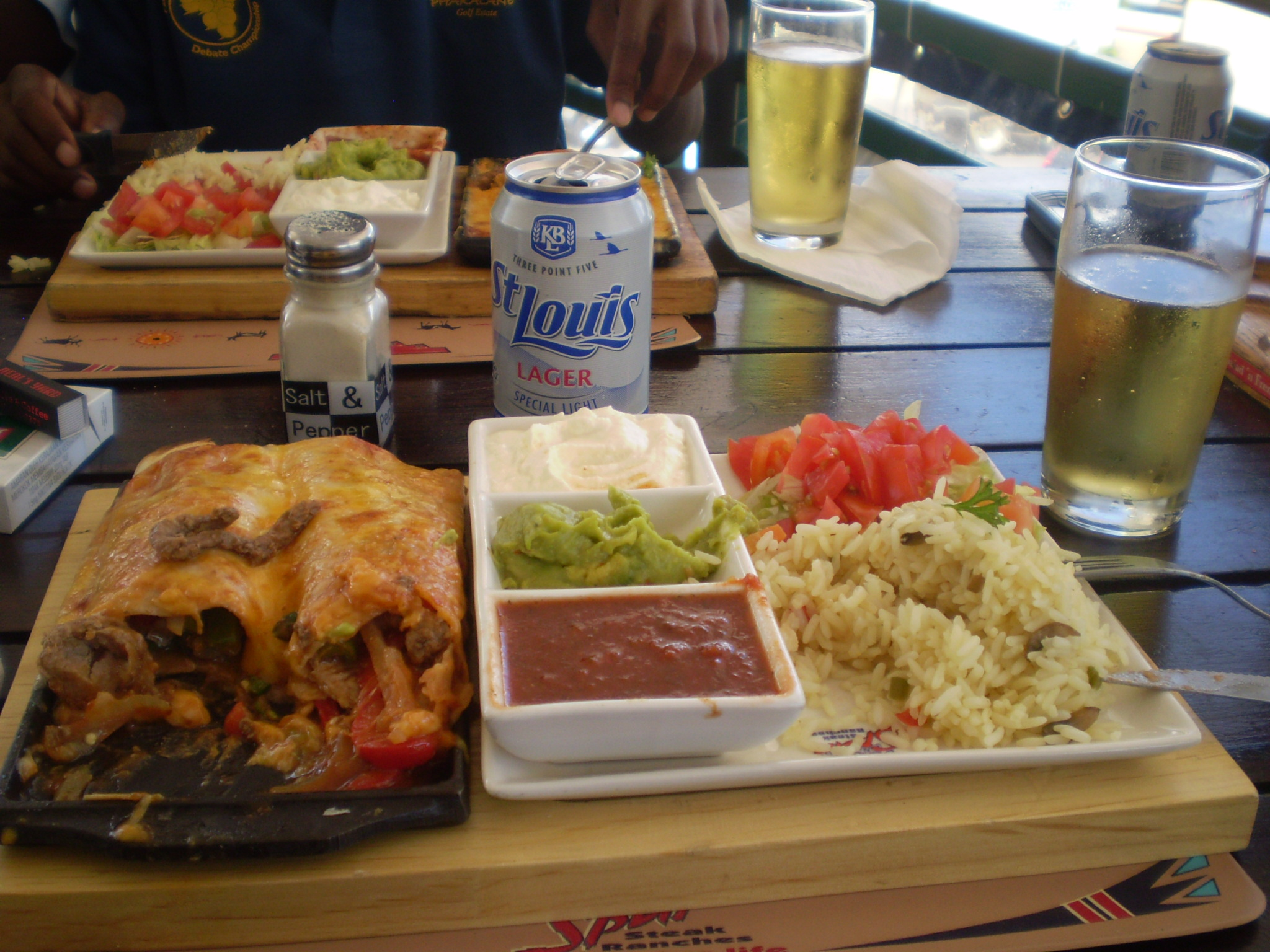
St. Louis Lager, bière locale, pour accompagner le repas

## Source
- (en) Cet article est partiellement ou en totalité issu de l’article de Wikipédia en anglais intitulé « Botswana cuisine » (voir la liste des auteurs).